# Macropsis salicis
Macropsis salicis är en insektsart som beskrevs av Li 1989. Macropsis salicis ingår i släktet Macropsis och familjen dvärgstritar. Inga underarter finns listade i Catalogue of Life.